# Бреретон, Фрэнсис, 5-й барон Бреретон
Фрэнсис Бреретон (англ. Francis Brereton; 1 мая 1662 — апрель 1722) — английский аристократ, 5-й барон Бреретон в пэрстве Ирландии с 1718 года. Принадлежал к старинному и влиятельному рыцарскому роду из Чешира, представители которого с XII века жили в усадьбе Бреретон и с 1547 года представляли своё графство в Палате общин. Был вторым сыном Уильяма Бреретона, 3-го барона Бреретона, и его жены Фрэнсис Уиллоуби. Унаследовал семейные владения и титул после смерти бездетного старшего брата Джона.
Известно, что в начале 1688 года Бреретон получил королевское разрешение на женитьбу на Мэри Фрэнсис Фаулер, но этот брак не был заключён. После смерти барона в 1722 году его владения перешли к двоюродным братьям сэру Клобери Холту и Джеймсу Тирреллу, а права на титул — к тётке, Элизабет Бреретон. Больше этот титул не использовался.